# The Uncanny X-Men (игра)
The Uncanny X-Men (иногда называют Marvel’s X-Men) — видеоигра в жанре экшн, выпущенная компанией LJN для NES в 1989 году. Является лицензированной и основанной на серии комиксов о Людях Икс из одноимённой серии «Marvel Comics». Состав персонажей в игре очень близок к тому, что появляется в сериале «Прайд из Людей Икс», являющийся единственным оживлённым воплощением Людей Икс, существовавших до мультсериала на канале Fox Kids.
Uncanny X-Men — единственная игра от LJN, которая была разработана неизвестным разработчиком. Высказывались предположения, что она была разработана японской студией Bothtec или, возможно, Pixel. Однако официально это никогда не подтверждалось. Кроме того, это предпоследняя игра, выпущенная под лейблом Enteractive Video Games, и последняя, выпущенная до того, как LJN была продана Acclaim Entertainment.

## Геймплей
Цель игры заключается в выборе и использовании двух персонажей (каждый из героев наделён уникальными способностями) для выполнения ряда миссий. Способности каждого из персонажей необходимы на различных уровнях. Игра доступна как для одного так и для двух игроков. При выборе режима для одного игрока, присоединяется союзник от лица самой игры. Доступными персонажами для игры являются: Росомаха, Циклоп, Шторм, Колосс, Ночной Змей и Человек-Лёд. В порядке появления встречаются пять боссов: Бумеранг, Саблезубый, Джаггернаут, Белая королева и Магнето.
Каждый персонаж имеет неограниченные атаки (либо удар или некоторое подобие снаряда) и специальное движение, которое при использовании расходует здоровье персонажа (из-за чего можно потерять здоровье и погибнуть). Во время прохождении игры, игроку необходимо сражаться с боссами на каждом этапе; в некоторых случаях требуется коллекция предметов, такие как ключи. После победы над боссом, игрок должен быстро вернуться назад к началу кровня, до того как взорвётся бомба. В игре пять уровней: «Practice», «Future City Street Fight», «Search And Destroy The Robot Factory», «Subterranean Confrontation» и «Battle Through A Living Starship».
Доступ к шестой миссии, где игрок сражается против Магнето, можно получить после того, как будут закончены первые пять уровней. Чтобы получить доступ к уровню, игроку необходимо нажать: Select, B, ↑ на геймпаде, одновременно запустив экран выбора уровней. Этикетка напечатанная на обратной стороне картриджа сообщает игрокам как открыть последний уровень. Однако, информация является ошибочной и не сообщает о нажатии Select.

## Оценки
Seanbaby включил X-Men в список худших игр для NES всех времен под номером 3, критикуя неточное изображение персонажей, самих персонажей и плохой ИИ напарников. Скайлер Миллер из Allgame поставил игре одну звезду из пяти, назвав ее "странной, смехотворно плохой игрой" и даже назвал ее "одной из худших игр, когда-либо созданных".